# Encyclia garciae-esquivelii
Encyclia garciae-esquivelii är en orkidéart som beskrevs av Germán Carnevali och Ivón Mercedes Ramírez Morillo. Encyclia garciae-esquivelii ingår i släktet Encyclia och familjen orkidéer. Inga underarter finns listade i Catalogue of Life.